# Nazismus
Das Wort Nazismus ist eine Kurzform des Ausdrucks Nationalsozialismus. Das Wort ist leicht verwechselbar mit dem ähnlich klingenden Wort Narzissmus.

## Geschichte
Es wird seit spätestens 1933 verwendet. Die Verwendung der Kurzform war zunächst in der Deutschen Demokratischen Republik, nicht aber der Bundesrepublik üblich.
Im Schwur von Buchenwald wurde diese Bezeichnung anlässlich der Trauerkundgebung am 19. April 1945 von den überlebenden Lagergefangenen des KZ Buchenwald verwendet. Dessen Kernaussage lautet:

„Wir stellen den Kampf erst ein, wenn auch der letzte Schuldige vor den Richtern der Völker steht. Die Vernichtung des Nazismus mit seinen Wurzeln ist unsere Losung. Der Aufbau einer neuen Welt des Friedens und der Freiheit ist unser Ziel. Das sind wir unseren gemordeten Kameraden und ihren Angehörigen schuldig.“

Victor Klemperer verwendet den Ausdruck Nazismus in seinem Buch LTI – Notizbuch eines Philologen, in welchem er sich mit der Sprache des Nationalsozialismus beschäftigt. Er versucht damit die Spezifika des deutschen Nazismus, die er in Rassismus und Antisemitismus und ihrer Verflechtung und mörderischen Konsequenzen sieht, auch in der Sprache gegen Bezeichnungen wie deutscher Faschismus oder Nationalsozialismus abzugrenzen.
Saul Friedländer verwendet den Begriff in seinem Buchtitel Kitsch und Tod. Der Widerschein des Nazismus. Fritz Bauer, der Chefankläger in den Frankfurter Auschwitzprozessen der 1960er Jahre, bezieht sich ebenfalls auf den Begriff: „Der Nazismus ist nicht vom Himmel gefallen; er wurde nicht nur von Hitler verkörpert.“
„Der Nazismus war die stolz verkündete Verachtung der freiheitlichen, humanitären und internationalistischen Ideale, zu denen die meisten Nationalstaaten zumindest ein Lippenbekenntnis ablegten“, definierte Telford Taylor, amerikanischer Hauptankläger in den Nürnberger Prozessen.
In realsozialistischen Systemen, beispielsweise der DDR, wurden die Worte Nazi und Nazismus gegenüber den eigentlichen Selbstbezeichnungen Nationalsozialist und Nationalsozialismus bevorzugt, vermutlich um die Verwendung des Begriffs Sozialismus im Zusammenhang mit dem ideologischen Feind zu vermeiden.
Die Propaganda der Russischen Föderation verwendet den Begriff (russisch нацизм nazism) seit dem russisch-ukrainischen Krieg seit 2014 im Bezug auf die Ukraine und deren Unterstützer.